# Unione Sportiva Sanremese 1940-1941
Questa pagina raccoglie i dati riguardanti l'Unione Sportiva Sanremese nelle competizioni ufficiali della stagione 1940-1941.

## Rosa
| N. |                      | Ruolo | Calciatore          |
| -- | -------------------- | ----- | ------------------- |
|    | Italia (bandiera)    | C     | Emilio Albiosi      |
|    | Argentina (bandiera) | A     | César Bertolo       |
|    | Argentina (bandiera) | C     | Domingo Bertolo     |
|    | Italia (bandiera)    | P     | Mario Bigazzi       |
|    | Italia (bandiera)    | D     | Filippo Bongiovanni |
|    | Italia (bandiera)    | A     | N. Botta            |
|    | Italia (bandiera)    | D     | I. Brunazzi         |
|    | Italia (bandiera)    | C     | Nereo Burattini     |
|    | Italia (bandiera)    | D     | Virginio Cavalleri  |
|    | Italia (bandiera)    | D     | Sergio Coletti      |
|    | Italia (bandiera)    | A     | Mario Ghiglione     |
|    | Italia (bandiera)    | C     | Amilcare Gilardoni  |

| N. |                   | Ruolo | Calciatore              |
| -- | ----------------- | ----- | ----------------------- |
|    | Italia (bandiera) | C     | N. Imperiali            |
|    | Italia (bandiera) | D     | Nello Lecci             |
|    | Italia (bandiera) | C     | Giovan Battista Martini |
|    | Italia (bandiera) | C     | Giulio Palagi           |
|    | Italia (bandiera) | D     | Giuseppe Pellegrini     |
|    | Italia (bandiera) | C     | Augusto Rizzo           |
|    | Italia (bandiera) | C     | Sandro Rondelli         |
|    | Italia (bandiera) | D     | Giovanni Sciolla        |
|    | Italia (bandiera) | P     | Terenzio Signori        |
|    | Italia (bandiera) | C     | Luigi Tornaghi          |
|    | Italia (bandiera) | A     | Mario Ventimiglia       |
|    | Italia (bandiera) | D     | Antonino Vignola        |